# Guerre franco-algérienne (1609–1628)
Pour le conflit entre la régence d’Alger et le royaume de France sous Louis XIV, voir Guerre franco-algérienne (1681–1688).
La guerre franco-algérienne est une série d'opérations militaires menées entre 1609 et 1628 par la régence d'Alger contre le royaume de France.

## Histoire
La guerre franco-algérienne de 1609–1628 éclata à cause d’un pirate néerlandais nommé Simon Dansa qui déclara sa conversion à l'islam et rejoignit la marine algérienne en 1603. Il conspira ensuite avec le consul de France à Alger dans le but d’accumuler davantage de richesses ; il s’enfuit alors en France avec son butin, emportant notamment deux canons en bronze de pointe qui lui avaient été prêtés par le pacha d’Alger.
L’incident provoqua une vive indignation chez les Algériens, poussant le pacha à déclarer officiellement la guerre au Royaume de France après le refus de ce dernier de restituer les deux canons et de punir Simon Dansa.
Pendant la guerre, la France perdit des millions de francs ainsi que des milliers de personnes, réduites en esclavage en Algérie, ce qui la contraignit à capituler et à restituer les deux canons en 1628.

## Chronologie
- Avant 1609 : 
  - Augmentation des attaques des corsaires algériens contre les navires français et européens en Méditerranée au début du XVIIe siècle.
  - La France, sous Henri IV, commence à envisager des mesures de représailles, mais sa mort en 1610 reporte les projets militaires.
- 1609 :
  - Début des tensions ouvertes entre le Royaume de France et la Régence d'Alger.
  - Les corsaires algériens capturent de nombreux navires français ; les plaintes des marchands se multiplient.
  - La régence d'Alger refuse d’indemniser les pertes ou de libérer les captifs.
- 1610–1616 :
  - Plusieurs expéditions punitives sont lancées par la marine française contre les ports corsaires.
  - Malgré quelques succès navals, les corsaires continuent leurs raids.
  - Début des paiements réguliers de rançons pour libérer des prisonniers français.
- 1617–1620 :
  - Le Royaume de France tente de négocier directement avec la Régence d'Alger, parfois en envoyant des émissaires.
  - Les corsaires augmentent encore la pression maritime, obligeant les Français à renforcer leur flotte en Méditerranée.
- 1620–1625 :
  - Nouvelles campagnes navales françaises, avec des attaques sur les navires et bases corsaires.
  - Plusieurs alliances temporaires entre puissances chrétiennes (France, Espagne, États italiens) contre la piraterie barbaresque.
  - Les négociations échouent régulièrement, notamment à cause de la division interne à Alger.
- 1625–1628 :
  - Le Royaume de France, concentré sur des conflits internes (révoltes protestantes) et européens (pré-guerre de Trente Ans), réduit ses opérations militaires en Méditerranée.
  - La Régence d'Alger subit des pressions ottomanes et d’autres puissances maritimes.
  - Vers 1628, le conflit s'apaise sans traité officiel ; une coexistence armée s’installe.